# Elecciones regionales de Amazonas de 2010
Las elecciones regionales de Amazonas de 2010 se llevaron a cabo el 3 de octubre de 2010 para elegir al presidente regional, al vicepresidente regional y al Consejo Regional para el periodo 2011-2014. La elección se celebró simultáneamente con elecciones regionales y municipales (provinciales y distritales) en todo el Perú. La segunda vuelta regional se llevó a cabo el 5 de diciembre de 2010.
La elección marcó el completo desplazamiento de los partidos políticos nacionales del panorama regional, siendo reemplazados por los movimientos independientes. José Arista Arbildo, candidato de la alianza Juntos por Amazonas (que incluía al Partido Popular Cristiano) se enfrentó en el balotaje con Carlos Ruiz Paredes, candidato del Movimiento Independiente Surge Amazonas. Arista ganó la segunda vuelta y resultó electo como presidente regional de Amazonas. El Movimiento Regional Fuerza Amazonense, reemplazo del partido nacional Fuerza Democrática, quedó en tercer lugar.
Ningún movimiento consiguió la mayoría absoluta en el Consejo Regional. La coalición Juntos por Amazonas y el Movimiento Independiente Surge Amazonas, los dos partidos más votados, consiguieron 3 escaños cada uno. El tercer lugar, el Movimiento Regional Fuerza Amazonense, obtuvo 2 curules. Unidad y Democracia de Amazonas, a pesar de ser uno de los movimientos menos votados en el departamento, consiguió 1 representante.

## Sistema electoral
El Gobierno Regional de Amazonas es el órgano administrativo y de gobierno del departamento de Amazonas. Está compuesto por el presidente regional, el vicepresidente regional y el Consejo Regional.
La votación se realiza en base al sufragio universal, que comprende a todos los ciudadanos nacionales mayores de dieciocho años, empadronados y residentes en el departamento de Amazonas y en pleno goce de sus derechos políticos.
El presidente y vicepresidente regional son elegidos por sufragio directo. Para que un candidato sea proclamado ganador debe obtener no menos de 30 % de votos válidos. En caso ningún candidato logre ese porcentaje en la primera vuelta electoral, los dos candidatos más votados participan en una segunda vuelta o balotaje.
El Consejo Regional de Amazonas está compuesto por 9 consejeros elegidos por sufragio directo para un período de cuatro (4) años. Cada provincia del departamento de Amazonas constituye una circunscripción electoral. La votación es por lista cerrada y bloqueada. Se asigna a la lista ganadora los escaños según el método d'Hondt. La distribución y el número de consejeros regionales es la siguiente:
| Circunscripción                                              | Escaños | Mapa |
| ------------------------------------------------------------ | ------- | ---- |
| Bagua y Condorcanqui                                         | 2       |      |
| Bongará, Chachapoyas, Luya, Rodríguez de Mendoza y Utcubamba | 1       |      |

## Composición del Consejo Regional de Amazonas
La siguiente tabla muestra la composición del Consejo Regional de Amazonas antes de las elecciones.
| Partidos | Partidos                                       | Consejeros |
| -------- | ---------------------------------------------- | ---------- |
|          | Fuerza Democrática                             | 5          |
|          | Movimiento Regional Amazonense Unidos al Campo | 1          |
|          | Acción Popular                                 | 1          |

## Partidos y candidatos
A continuación se muestra una lista de los principales partidos y alianzas electorales que participaron en las elecciones:
| Candidatura | Candidatura  | Partidos y alianzas | Candidatos | Candidatos                 | Ideología                                | Resultado previo | Resultado previo | Ref. |
| Candidatura | Candidatura  | Partidos y alianzas | Candidatos | Candidatos                 | Ideología                                | Votos (%)        | Con.             | Ref. |
| ----------- | ------------ | --- | ---------- | -------------------------- | ---------------------------------------- | ---------------- | ---------------- | ---- |
|             | MORAUAC      | Lista - Movimiento Regional Amazonense Unidos al Campo (MORAUAC)                                                                                 |            | Edwin Hidalgo Ocampo       | Regionalismo amazonense                  | 20.67%           | 1                |      |
|             | AP           | Lista - Acción Popular (AP) |            | Emigdio Arteaga Álvarez    | Humanismo Nacionalismo cívico Reformismo | 18.42%           | 1                |      |
|             | APRA         | Lista - Partido Aprista Peruano (APRA) |            | Orlando Clendenes Alvarado | Aprismo                                  | 13.07%           | 0                |      |
|             | PPC–JxA– I6J | Lista - Alianza Electoral Juntos por Amazonas (JxA) – Partido Popular Cristiano (PPC) – Juntos por Amazonas (JxA) – Integración 6 de Junio (I6J) |            | José Arista Arbildo        | Regionalismo amazonense                  | Nuevo            | Nuevo            |      |
|             | MIRA         | Lista - Movimiento de Integración Regional Amazónico (MIRA)                                                                                      |            | Miguel Reyes Contreras     | Regionalismo amazonense                  | Nuevo            | Nuevo            |      |
|             | SA           | Lista - Movimiento Independiente Surge Amazonas (SA)                                                                                             |            | Carlos Ruiz Paredes        | Regionalismo amazonense                  | Nuevo            | Nuevo            |      |
|             | FA           | Lista - Movimiento Regional Fuerza Amazonense (FA)                                                                                               |            | Edilberto Delgado Peña     | Regionalismo amazonense                  | Nuevo            | Nuevo            |      |
|             | UDA          | Lista - Unidad y Democracia de Amazonas (UDA) |            | Carlos Navas del Águila    | Regionalismo amazonense                  | Nuevo            | Nuevo            |      |

## Sondeos de opinión
La siguiente tabla enumera las estimaciones de la intención de voto en orden cronológico inverso, mostrando las más recientes primero y utilizando las fechas en las que se realizó el trabajo de campo de la encuesta. Cuando se desconocen las fechas del trabajo de campo, se proporciona la fecha de publicación.
Leyenda:
     Sondeo realizado en el periodo de prohibición legal de la difusión de sondeos de intención de voto.

### Balotaje

#### Intención de voto
La siguiente tabla enumera las estimaciones ponderadas (sin incluir votos en blanco y nulos) de la intención de voto.
|                               |             |     |      |      |      |  |  |  |  |  |
| Elecciones regionales de 2010 | 5 dic 2010  | —   | 53.6 | 46.4 | 7.2  |  |  |  |  |  |
|                               |             |     |      |      |      |  |  |  |  |  |
| Radio Activa                  | 5 dic 2010  | ?   | 54.0 | 46.0 | 8.0  |  |  |  |  |  |
| Ipsos Apoyo/El Comercio       | 25 nov 2010 | 424 | 57.8 | 42.2 | 15.6 |  |  |  |  |  |

#### Preferencias de voto
La siguiente tabla enumera las preferencias de voto en bruto (incluyendo blancos, viciados y sin respuesta) y no ponderadas.
|                               |             |     |      |      |     |   |     |  |  |  |
| Elecciones regionales de 2010 | 5 dic 2010  | —   | 50.3 | 43.5 | 6.2 | – | 6.8 |  |  |  |
|                               |             |     |      |      |     |   |     |  |  |  |
| Ipsos Apoyo/El Comercio       | 25 nov 2010 | 424 | 48   | 35   | 9   | 8 | 13  |  |  |  |

### Primera vuelta

#### Intención de voto
La siguiente tabla enumera las estimaciones ponderadas (sin incluir votos en blanco y nulos) de la intención de voto.
|                               |            |   |      |      |      |      |      |      |  |  |
| Elecciones regionales de 2010 | 3 oct 2010 | — | 27.8 | 18.5 | 15.2 | 12.5 | 10.5 | 9.3  |  |  |
|                               |            |   |      |      |      |      |      |      |  |  |
| Ipsos Apoyo/América           | 3 oct 2010 | ? | 28.5 | 18.3 | –    | –    | –    | 10.2 |  |  |

## Resultados

### Gobierno Regional de Amazonas
| Candidatos           | Candidatos                 | Partidos y coaliciones                                   | Primera vuelta 3 oct 2010 | Primera vuelta 3 oct 2010 | Balotaje 5 dic 2010 | Balotaje 5 dic 2010 |  |
| Candidatos           | Candidatos                 | Partidos y coaliciones                                   | Votos                     | %                         | Votos               | %                   |  |
| -------------------- | -------------------------- | -------------------------------------------------------- | ------------------------- | ------------------------- | ------------------- | ------------------- |  |
|                      | José Arista Arbildo        | Alianza Electoral Juntos por Amazonas (JxA–I6J–PPC)      | 41,910                    | 27.82                     | 76,084              | 53.58               |  |
|                      | Carlos Ruiz Paredes        | Movimiento Independiente Surge Amazonas (SA)             | 27,938                    | 18.55                     | 65,906              | 46.42               |  |
|                      | Edilberto Delgado Peña     | Movimiento Regional Fuerza Amazonense (FA)               | 22,942                    | 15.23                     |                     |                     |  |
|                      | Edwin Hidalgo Ocampo       | Movimiento Regional Amazonense Unidos al Campo (MORAUAC) | 18,863                    | 12.52                     |                     |                     |  |
|                      | Carlos Navas del Águila    | Unidad y Democracia de Amazonas (UDA)                    | 15,844                    | 10.52                     |                     |                     |  |
|                      | Orlando Clendenes Alvarado | Partido Aprista Peruano (APRA)                           | 9,441                     | 6.27                      |                     |                     |  |
|                      | Miguel Reyes Contreras     | Movimiento de Integración Regional Amazónico (MIRA)      | 7,160                     | 4.75                      |                     |                     |  |
|                      | Emigdio Arteaga Álvarez    | Acción Popular (AP)                                      | 6,536                     | 4.34                      |                     |                     |  |
|                      |                            |                                                          |                           |                           |                     |                     |  |
| Total                | Total                      | Total                                                    | 150,634                   |                           | 141,990             |                     |  |
|                      |                            |                                                          |                           |                           |                     |                     |  |
| Votos válidos        | Votos válidos              | Votos válidos                                            | 150,634                   | 82.07                     | 141,990             | 93.81               |  |
| Votos en blanco      | Votos en blanco            | Votos en blanco                                          | 21,646                    | 11.79                     | 1,190               | 0.79                |  |
| Votos nulos          | Votos nulos                | Votos nulos                                              | 11,263                    | 6.14                      | 8,185               | 5.41                |  |
| Votos emitidos       | Votos emitidos             | Votos emitidos                                           | 183,543                   | 81.27                     | 151,365             | 67.02               |  |
| Abstenciones         | Abstenciones               | Abstenciones                                             | 42,310                    | 18.73                     | 74,488              | 32.98               |  |
| Votantes registrados | Votantes registrados       | Votantes registrados                                     | 225,853                   |                           | 225,853             |                     |  |
|                      |                            |                                                          |                           |                           |                     |                     |  |
| Fuente:              |                            |                                                          |                           |                           |                     |                     |  |

### Consejo Regional de Amazonas

#### Sumario general
|                        |                                                          |              |              |              |         |         |
| Partidos y coaliciones | Partidos y coaliciones                                   | Voto popular | Voto popular | Voto popular | Escaños | Escaños |
| Partidos y coaliciones | Partidos y coaliciones                                   | Votos        | %            | ±pp          | Total   | +/−     |
|                        | Alianza Electoral Juntos por Amazonas (JxA–I6J–PPC)      | 33,507       | 24.99        | Nuevo        | 3       | +3      |
|                        | Movimiento Independiente Surge Amazonas (SA)             | 25,516       | 19.03        | Nuevo        | 3       | +3      |
|                        | Movimiento Regional Fuerza Amazonense (FA)               | 23,791       | 17.74        | Nuevo        | 2       | –3      |
|                        | Movimiento Regional Amazonense Unidos al Campo (MORAUAC) | 20,831       | 15.54        | –5.13        | 0       | –1      |
|                        | Partido Aprista Peruano (APRA)                           | 8,398        | 6.26         | –6.81        | 0       | ±0      |
|                        | Movimiento de Integración Regional Amazónico (MIRA)      | 7,858        | 5.86         | Nuevo        | 0       | ±0      |
|                        | Unidad y Democracia de Amazonas (UDA)                    | 7,165        | 5.34         | Nuevo        | 1       | +1      |
|                        | Acción Popular (AP)                                      | 7,012        | 5.23         | –13.08       | 0       | –1      |
|                        |                                                          |              |              |              |         |         |
| Total                  | Total                                                    | 134,078      |              |              | 9       | +2      |
|                        |                                                          |              |              |              |         |         |
| Votos válidos          | Votos válidos                                            | 134,078      | 73.05        | –15.82       |         |         |
| Votos en blanco        | Votos en blanco                                          | 37,408       | 20.38        | +15.28       |         |         |
| Votos nulos            | Votos nulos                                              | 12,057       | 6.57         | +0.54        |         |         |
| Votos emitidos         | Votos emitidos                                           | 183,543      | 81.27        | –1.69        |         |         |
| Abstenciones           | Abstenciones                                             | 42,310       | 18.73        | +1.69        |         |         |
| Votantes registrados   | Votantes registrados                                     | 225,853      |              |              |         |         |
|                        |                                                          |              |              |              |         |         |
| Fuente:                |                                                          |              |              |              |         |         |

#### Resultados por provincia
| Provincia            | JxA   | JxA  | SA   | SA   | FA   | FA   | MORAUAC | MORAUAC | APRA | APRA | MIRA | MIRA | UDA  | UDA | AP   | AP   |   |
| Provincia            | %     | E    | %    | E    | %    | E    | %       | E       | %    | E    | %    | E    | %    | E   | %    | E    |   |
| -------------------- | ----- | ---- | ---- | ---- | ---- | ---- | ------- | ------- | ---- | ---- | ---- | ---- | ---- | --- | ---- | ---- | - |
| Provincia            | Bagua | 24.4 | 1    | 10.7 | –    | 17.3 | 1       | 13.1    | –    | 4.4  | –    | 8.4  | –    | 9.2 | –    | 12.5 | – |
| Bongará              | 26.4  | –    | 27.8 | 1    | 12.5 | –    | 10.0    | –       | 2.6  | –    | 4.8  | –    | 15.6 | –   | 0.4  | –    |   |
| Chachapoyas          | 31.8  | 1    | 15.2 | –    | 24.1 | –    | 16.1    | –       | 7.2  | –    | 4.4  | –    |      |     | 1.3  | –    |   |
| Condorcanqui         | 9.2   | –    | 24.7 | 1    | 19.0 | –    | 6.4     | –       | 2.2  | –    | 3.9  | –    | 20.3 | 1   | 14.3 | –    |   |
| Luya                 | 32.9  | –    |      |      | 38.9 | 1    | 18.6    | –       | 5.1  | –    | 3.6  | –    |      |     | 0.9  | –    |   |
| Rodríguez de Mendoza | 40.9  | 1    | 7.1  | –    | 13.5 | –    | 12.7    | –       | 17.1 | –    | 6.2  | –    | 2.2  | –   | 0.2  | –    |   |
| Utcubamba            | 18.5  | –    | 35.6 | 1    | 7.8  | –    | 21.7    | –       | 6.8  | –    | 6.5  | –    |      |     | 3.1  | –    |   |
| Total                | 25.0  | 3    | 19.0 | 3    | 17.7 | 2    | 15.5    | –       | 6.3  | –    | 5.9  | –    | 5.3  | 1   | 5.2  | –    |   |

### Autoridades electas
| Cargo                                                     | Autoridad electa | Autoridad electa             | Partido político | Partido político                        |
| --------------------------------------------------------- | ---------------- | ---------------------------- | ---------------- | --------------------------------------- |
| Presidente Regional de Amazonas                           |                  | José Arista Arbildo          |                  | Alianza Electoral Juntos por Amazonas   |
| Vicepresidente Regional de Amazonas                       |                  | Augusto Wong López           |                  | Alianza Electoral Juntos por Amazonas   |
| Consejera Regional de Amazonas (por Bagua)                |                  | María Vilchez Angeldones     |                  | Alianza Electoral Juntos por Amazonas   |
| Consejero Regional de Amazonas (por Bagua)                |                  | Pedro Vela Velarde           |                  | Movimiento Regional Fuerza Amazonense   |
| Consejero Regional de Amazonas (por Bongará)              |                  | Walter Sánchez Fernández     |                  | Movimiento Independiente Surge Amazonas |
| Consejera Regional de Amazonas (por Chachapoyas)          |                  | Doris Vilcarromero de Malqui |                  | Alianza Electoral Juntos por Amazonas   |
| Consejera Regional de Amazonas (por Condorcanqui)         |                  | Nélida Calvo Nantip          |                  | Movimiento Independiente Surge Amazonas |
| Consejero Regional de Amazonas (por Condorcanqui)         |                  | Santiago Manuin Valera       |                  | Unidad y Democracia de Amazonas         |
| Consejero Regional de Amazonas (por Luya)                 |                  | Gorky Jave Poquioma          |                  | Movimiento Regional Fuerza Amazonense   |
| Consejera Regional de Amazonas (por Rodríguez de Mendoza) |                  | Lilia Peláez Mesía           |                  | Alianza Electoral Juntos por Amazonas   |
| Consejero Regional de Amazonas (por Utcubamba)            |                  | Elmer Soto Monje             |                  | Movimiento Independiente Surge Amazonas |